# Territorio Indígena Ngobe-Bugle de Altos de San Antonio
Altos de San Antonio es uno de los territorios indígenas de la etnia ngäbe o guaimí de Costa Rica, fundado en 2001.

Está localizado en la provincia de Puntarenas, cerca de la frontera con Panamá en donde se ubica la Comarca Ngäbe-Buglé de la misma etnia.

## Geografía
Situado en el cantón de Corredores. Uno de los de más reciente creación, decretado en 2001, tiene unas 800 hectáreas.

## Demografía
Para el censo de 2011, este territorio tiene una población total de 342 habitantes, de los cuales 180 habitantes (52,63%) son autoidentificados cómo de etnia indígena.

## Economía
Su economía se basa en el cultivo del cacao, café, frijol, maíz, palmito y plátano, cría de cerdos y aves de corral, caza y pesca y artesanía. Confeccionan artículos de fibra y hojas naturales con tintes y colorantes vegetales.